# 史鬼匠人
史鬼匠人（しき たくと）は、日本の漫画家。

## 画風
劇画調のタッチが特徴。

## 作品リスト
- If 〜時限の少女〜（ティーアイネット）
- 常春の少女たち（ティーアイネット）
- 僕はバイブで彼女はオナホ（ティーアイネット）
- ギャルトモ・ハーレム（ティーアイネット）
- 桜宮姉妹のネトラレ記録（ティーアイネット）